# 김사용 (관료)
김사용(金司鏞, 1905년 10월 11일 ~ 1940년 2월 12일)은 일제강점기의 만주국 관료로, 본적은 평안북도 의주군 비현면(批峴面)이다. 다른 이름으로 김건(金乾)이 있다.

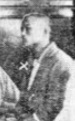
재판 당시의 모습

## 생애
1922년 부모를 따라 중국 베이징으로 이주했으며 같은 해 베이징 향산자유원(香山慈幼院)에 입학했다. 1927년 6월 중국 광둥 성 중산 대학 예과에 입학했고 1927년 7월 유월한국혁명동지회(留粤韓國革命同志會)에 가입했다. 1928년 8월 한국혁명동지회사건에 연루되어 인천경찰서에 체포되었으며 1928년 11월 6일부터 1930년 5월 6일까지 치안유지법 위반 혐의로 징역 2년을 선고받고 복역했다.
1932년 9월 만주국 국무원 민정부 인사과에 근무했고 1934년 2월 1일 만주국 국무원 총무청 인사처 속관으로 임명되었다. 1934년 3월 1일 만주국 정부로부터 건국공로장과 대전기념장을 받았으며 1935년부터 1939년 6월까지 안둥 성(安東省, 안동성) 총무청 인사처 위임관을 역임했다. 1935년 9월부터 1939년 4월까지 안둥 성 공서 성장관방 속관으로 근무했고 1935년 9월 21일 만주국 정부로부터 황제 방일 기념장, 1936년 3월 23일 만주국 정부로부터 훈8위 경운장을 받았다. 1938년 만주국 협화회 안동조선인보도부 위원을 역임했다.
1939년 4월 17일 고등문관특별시험에 합격했고 1939년 5월 11일 베이안 성(北安省, 북안성) 설립주비원 선발대로 파견되었다. 1939년 6월부터 1940년 2월 12일 사망할 때까지 베이안 성 민생청 고등교육고장을 역임했으며 사후 만주국 정부로부터 훈6위 경운장을 받았다. 친일반민족행위진상규명위원회가 발표한 친일반민족행위 705인 명단에 포함되었다.

## 참고 자료
- 친일반민족행위진상규명위원회 (2009). 〈김사용〉. 《친일반민족행위진상규명 보고서 Ⅳ-2》. 서울. 757~765쪽.